# Knud Vilby
Knud Vilby (født 19. januar 1942 i Gevninge ved Roskilde) er dansk journalist og debattør på venstrefløjen. Han har særligt beskæftiget sig med Afrika, miljøspørgsmål og udviklingsbistand samt sociale forhold.
Vilby er uddannet journalist, blev ansat på Dagbladet Information 1967 og var 1972-79 en del af chefredaktionen på avisen. Han har siden 1985 arbejdet freelance som forfatter, journalist, foredragsholder og underviser. 1970 modtog han Kristian Dahls Mindelegat og han har desuden bl.a. modtaget Columbus-Prisen, PH-prisen og Carsten Nielsen legatet.
Vilby har været formand for Den Danske UNESCO-Nationalkommission, for Mellemfolkeligt Samvirke (1991-97) og for Dansk Forfatterforening (1998-2004). Fra 2010 til 2013 sad han i Folkekirkens Nødhjælps styrelse. Han er har været medlem af bestyrelsen for Det Økologiske Råd, af støtteforeningen til Jørgen Dragsdahl og formand for Socialpolitisk Forening. Han er medstifter af og i bestyrelsen for FairFishing, Somaliland-Danmark, og han er formand for Jyderup Højskole og for Plums fond for Fred, Økologi og Bæredygtighed.